# Joris Vandenbroucke
Joris Vandenbroucke (Leuven, 7 december 1976) is een Belgisch politicus voor Vooruit.

## Levensloop
Vandenbroucke behaalde in 1998 een licentiaat geschiedenis aan de KU Leuven en werd in 2002 gediplomeerd in de aanvullende studies bedrijfseconomie.

### Volksunie en Spirit
In 1993 werd Joris Vandenbroucke lid van de Volksunie. Van 1995 tot 1997 was hij voorzitter van de studentenwerking van de Volksunie-jongeren aan de KU Leuven. In diezelfde periode zat hij in het nationaal VUJO-bestuur.
Vandenbroucke startte zijn professionele loopbaan in februari 1999 als parlementair medewerker van Johan Sauwens. Toen die in juni 1999 Vlaams minister werd van Binnenlandse Aangelegenheden, Ambtenarenzaken en Sport, werd Vandenbroucke tot mei 2001 stafmedewerker en adjunct-kabinetschef op diens kabinet. 
In 2000 werd hij verkozen als gemeenteraadslid voor VU&ID te Leuven. Bij de splitsing van de Volksunie koos hij voor de Toekomstgroep, waaruit de partij Spirit voortvloeide. Spirit sloot in 2002 een kartel met de socialistische partij sp.a.
Van maart 2003 tot mei 2004 was Vandenbroucke woordvoerder van Vlaams minister van Mobiliteit, Openbare Werken en Energie Gilbert Bossuyt en daarna tot juni 2005 medewerker van de studiedienst van Spirit. Hij zetelde van januari 2001 tot maart 2004 tevens in de Leuvense gemeenteraad. 
Naar aanleiding van de Vlaamse verkiezingen van juni 2004 verhuisde Vandenbroucke terug naar Limburg, waar hij van 2004 tot zijn installatie als Vlaams Parlementslid in 2005 voorzitter was van de provinciale afdeling van Spirit. Naar aanleiding van de lokale verkiezingen 2006 verhuisde hij naar Beringen, waar hij van 2007 tot 2009 OCMW-raadslid en van 2008 tot 2010 gemeenteraadslid was.
Op 1 juni 2005 kwam hij voor de kieskring Limburg in het Vlaams Parlement terecht als opvolger van Steve Stevaert, die Limburgs provinciegouverneur werd. Hij werd er actief in de commissie voor Mobiliteit, Openbare Werken en Energie en in de commissie voor Werk, Economie en Sociale Economie. 

### Sp.a/Vooruit
Op 3 december 2008 stapte Joris Vandenbroucke na het uiteenvallen van het kartel met sp.a uit de VlaamsProgressieven, sinds april 2008 de nieuwe naam van Spirit, en koos hij daarmee voor de lijn-Anciaux, die streefde naar de progressieve frontvorming met sp.a in een nieuw te vormen partij. Op 13 januari 2009 maakte hij formeel zijn overstap bekend naar de sp.a. Hij bleef Vlaams volksvertegenwoordiger tot juni 2009. 
Van augustus 2009 tot juni 2014 werkte Vandenbroucke op het kabinet van Vlaams minister van Energie, Wonen, Steden en Sociale Economie Freya Van den Bossche, aanvankelijk als woordvoerder, vanaf 1 juni 2010 als kabinetschef.
Bij de lokale verkiezingen van 2012 was hij kandidaat op de provincielijst als lijsttrekker voor de sp.a in het provinciedistrict Gent. Hij behaalde 3.239 voorkeurstemmen en werd verkozen als provincieraadslid voor Oost-Vlaanderen. Hij bleef dit tot in juni 2014. Ook is hij sinds januari 2019 gemeenteraadslid van Gent.
Na de Vlaamse verkiezingen van 25 mei 2014 keerde hij midden juni 2014 terug naar het Vlaams Parlement als opvolger van Daniël Termont, die aan zijn mandaat verzaakte. Hij werd er vast lid van de commissies Mobiliteit en Openbare Werken en Wonen, Armoedebeleid en Gelijke Kansen. Deze laatste commissie ruilde hij in september 2015 in voor de commissie Algemeen Beleid, Financiën en Begroting. Van juni 2015 tot mei 2019 was Vandenbroucke voorzitter van de sp.a-fractie in het Vlaams Parlement.
Bij de verkiezingen van mei 2019 trok hij de Oost-Vlaamse sp.a-lijst voor de Kamer van volksvertegenwoordigers. Hij werd verkozen en legt zich er toe op mobiliteit en fiscaliteit. Vanaf november 2023 was Vandenbroucke in de Kamer fractievoorzitter voor zijn partij. Bij de federale verkiezingen van juni 2024 werd hij als lijsttrekker in Oost-Vlaanderen herkozen in de Kamer. Vandenbroucke bleef daarna aan als fractievoorzitter.
In februari 2022 werd hij voorzitter van Vooruit – de nieuwe naam van sp.a – in Gent. Bij de gemeenteraadsverkiezingen van oktober 2024 werd Vandenbroucke als kandidaat op de liberaal-socialistische kartellijst Voor Gent herkozen in de Gentse gemeenteraad. Als voorzitter van Vooruit Gent was hij vervolgens betrokken bij de onderhandelingen over een bestuursakkoord met N-VA, maar dat werd op 28 oktober 2024 door de leden van Vooruit verworpen. Vandenbroucke trad daarna per direct terug als voorzitter van Vooruit Gent en als onderhandelaar bij de coalitiegesprekken.
Nadat op 11 november dat jaar in Gent een andere coalitie, tussen Voor Gent en Groen, wel goedgekeurd werd door de leden van de drie partijen, werd Vandenbroucke voorgedragen als schepen van Mobiliteit, Openbare Werken, Ruimtelijke Planning en Stadsontwikkeling. Hij besloot deze functie niet te combineren met zijn parlementaire mandaten en daaruit ontslag te nemen. In februari 2025 werd hij als fractieleider vervangen door Oskar Seuntjens en in maart 2025 nam hij ontslag uit de Kamer.
Sinds februari 2025 is Vandenbroucke tevens voorzitter van de provinciale Vooruit-afdeling in Oost-Vlaanderen. Op 4 april dat jaar benoemde de Vlaamse Regering hem tot voorzitter van de raad van bestuur van vervoermaatschappij De Lijn, waar hij Johan Sauwens opvolgde.

## Uitslagen verkiezingen
| Verkiezing                      | Kieskring                  | Datum           | Lijst       | Plaats op lijst | Voorkeursstemmen | Uitslag       | Partijuitslag binnen kieskring |
| ------------------------------- | -------------------------- | --------------- | ----------- | --------------- | ---------------- | ------------- | ------------------------------ |
| Vlaamse parlementsverkiezingen  | Limburg                    | 13 juni 2004    | sp.a-spirit | 2e opvolger     | 4.967            | 2e opvolger   | 26,28 %                        |
| Gemeenteraadsverkiezing         | Beringen                   | 8 oktober 2006  | sp.a-spirit | 25e plaats      | 531              | 3e titularis  | 31,58 %                        |
| Provincieraadsverkiezing        | Provinciedistrict Beringen | 8 oktober 2006  | sp.a-spirit | 10e plaats      | 2.071            | 2e opvolger   | 27,1 %                         |
| Federale parlementsverkiezingen | Limburg                    | 10 juni 2007    | sp.a-spirit | 11e plaats      | 6.040            | niet verkozen | 20.24 %                        |
| Vlaamse parlementsverkiezingen  | Limburg                    | 7 juni 2009     | sp.a        | 4e opvolger     | 4.187            | 10e opvolger  | 18,67 %                        |
| Provincieraadsverkiezing        | Provinciedistrict Gent     | 14 oktober 2012 | sp.a        | 1e plaats       | 3.239            | 1e titularis  | 22,4 %                         |
| Vlaamse parlementsverkiezingen  | Oost-Vlaanderen            | 25 mei 2014     | sp.a        | 1e opvolger     | 4.125            | 1e opvolger   | 14,24 %                        |
| Gemeenteraadsverkiezing         | Gent                       | 14 oktober 2018 | sp.a-Groen  | 9e plaats       | 2.473            | 1e opvolger   | 33,5 %                         |
| Federale parlementsverkiezingen | Oost-Vlaanderen            | 26 mei 2019     | sp.a        | 1e plaats       | 19.493           | 1e titularis  | 10,16 %                        |
| Federale parlementsverkiezingen | Oost-Vlaanderen            | 9 juni 2024     | Vooruit     | 1e plaats       | 17.506           | 1e titularis  | 12,30 %                        |
| Gemeenteraadsverkiezing         | Gent                       | 13 oktober 2024 | Voor Gent   | 6e plaats       | 2.844            | 8e titularis  | 32,5 %                         |

## Persoonlijk
Joris Vandenbroucke is getrouwd en woont in Gent. Samen met zijn vrouw heeft hij een zoon en een dochter.